# Tancon
Tancon település Franciaországban, Saône-et-Loire megyében. Lakosainak száma 556 fő (2022. január 1.). Tancon Chassigny-sous-Dun, Maizilly, Châteauneuf, Chauffailles, Coublanc, Saint-Igny-de-Roche, Saint-Martin-de-Lixy és Saint-Maurice-lès-Châteauneuf községekkel határos.

## Népesség
A település népessége az elmúlt években az alábbi módon változott:
| Lakosok száma | 565  | 555  | 542  | 535  | 532  | 525  | 542  | 556  |
|               | 2013 | 2015 | 2017 | 2018 | 2019 | 2020 | 2021 | 2022 |